# Albert Aguilà i Lalana
Albert Aguilà i Lalana (Almacelles, Segrià, 9 d'agost de 1970), conegut amb el sobrenom de el noi d'Almacelles, és un exfutbolista català, que jugava com a davanter.

## Trajectòria
Va arribar a les categories inferiors del Reial Madrid amb catorze anys. A la 88/89 juga a Segona amb el Castella i debuta amb el primer equip, jugant amb prou feines 29 minuts. La situació es repeteix a l'any següent, però en aquest cas, són 30 minuts.
Amb dos partits en dos anys, passa al CD Logroñés, a la 90/91, on es fa amb la titularitat i marca 4 gols en 32 partits. A la 91/92 marxa a Pamplona, al CA Osasuna, on també gaudeix de minuts però no passa dels 3 gols. A l'any següent, convertit en el davanter de refresc osasunista, puja la seua xifra fins a set gols.
La temporada 93/94 fitxa per la UE Lleida, que acabava de pujar a Primera. L'equip català va quedar penúltim i el davanter va aportar tres gols en 23 partits. Acompanya dues temporades als lleidatans a la divisió d'argent, però amb prou feines hi juga tres partits a 94/95 i cap a la següent.
La temporada 96/97 fitxa pel Gavà, de 2aB, on roman un any abans d'anar-se'n a la UD Barbastro de la Tercera aragonesa. La temporada 99/00 fitxa pel Calahorra, amb qui puja a 2aB abans de retirar-se el 2001.